# Chazit datit toratit
Chazit datit toratit (hebrejsky: חזית דתית תורתית‎, Náboženská fronta Tóry) je bývalá izraelská politická strana.

## Okolnosti vzniku a ideologie strany
Strana byla založena roku 1955, kdy se dosud samostatně kandidující strany Agudat Jisra'el a Po'alej Agudat Jisra'el rozhodly ve volbách roku 1955 kandidoval pod společnou střechovou formací. Získala 4,7 % hlasů a šest mandátů, což bylo více než 3,6 %, jež obě strany získaly předtím při samostatné kandidatuře ve volbách roku 1951. Chazit datit Toratit ale nebyla zahrnuta do vládní koalice Davida Ben Guriona. Během funkčního období se jméno strany změnilo na Agudat Jisra'el-Po'alej Agudat Jisra'el, aby se pak vrátila k názvu Chazit datit toratit. Pod tímto názvem pak opětovně šla do voleb roku 1959. Opětovně dosáhla zisku 4,7 % hlasů a šesti mandátů. Kvůli vnitřním sporům se ovšem v následujícím období strana rozpadla na samostatné formace Agudat Jisra'el a Po'alej Agudat Jisra'el. Ty pak samostatně kandidovaly ve volbách roku 1961.
Znovu se formace Chazit datit toratit utvořila před volbami roku 1973. Získala 3,8 % hlasů a pět mandátů. Šlo o čtvrtou nejsilnější formaci v osmém Knesetu. Strana se pak ale znovu rozložila na Agudat Jisra'el a Po'alej Agudat Jisra'el, přičemž Agudat Jisra'el pak vedla svým vyvoláním hlasování o nedůvěře vládě na konci roku 1976 k pádu vlády Jicchaka Rabina.

## Poslanci za Chazit datit toratit
- po volbách roku 1955: Zalman Ben Ja'akov, Kalman Kahana, Ja'akov Kac, Jicchak-Me'ir Levin, Šlomo Lorinc, Binjamin Minc
- po volbách roku 1959: Kalman Kahana, Ja'akov Kac, Jicchak-Me'ir Levin, Šlomo Lorinc, Binjamin Minc, Menachem Poruš
- po volbách roku 1973:Jehuda Me'ir Abramovič, Kalman Kahana, Šlomo Lorinc, Menachem Poruš, Šlomo Ja'akov Gross, Avraham Verdiger

včetně poslanců, kteří nastoupili jako náhradníci